# 国道359号

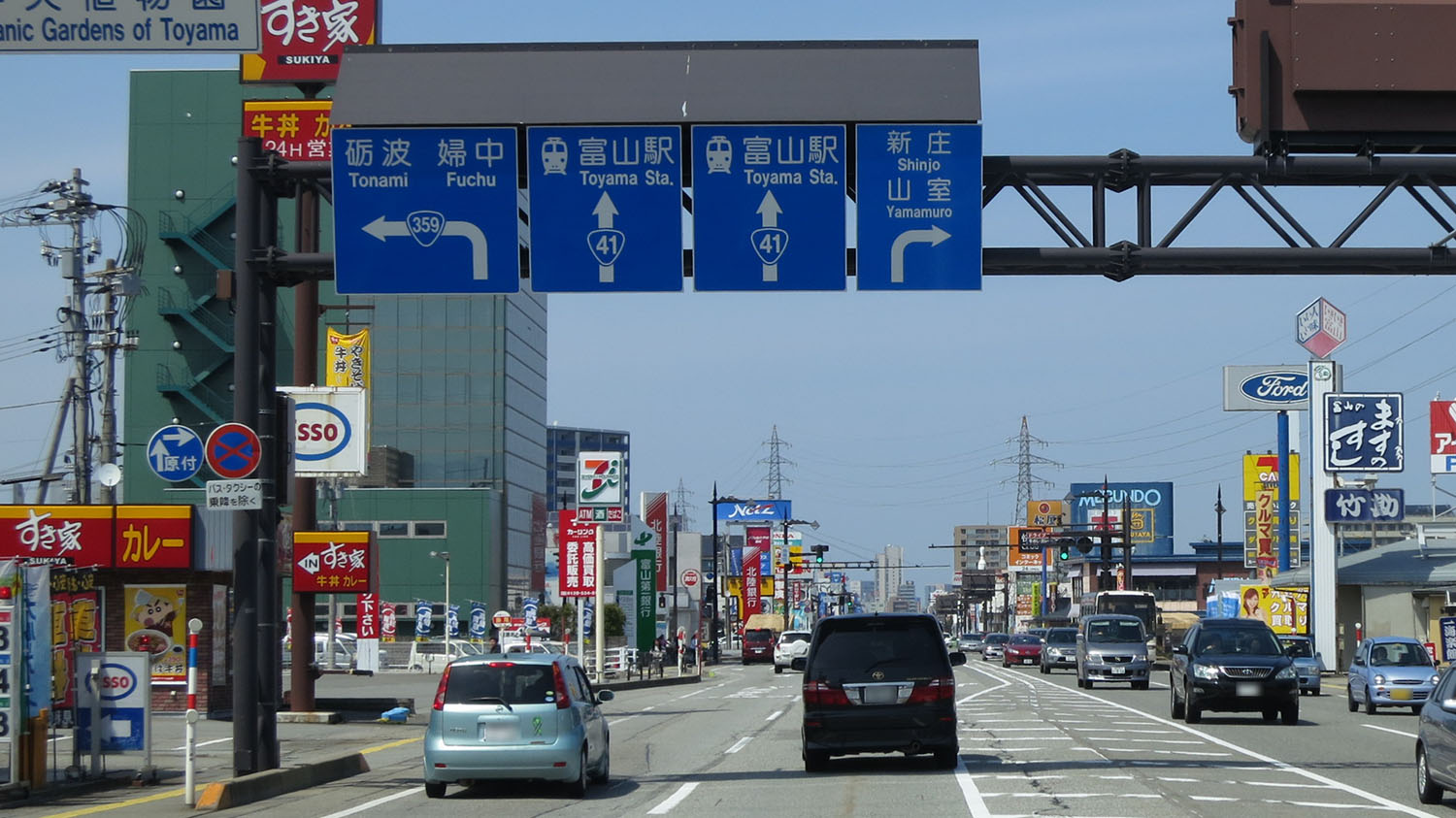
国道359号 起点
富山県富山市 掛尾町交差点

国道359号（こくどう359ごう）は、富山県富山市から石川県金沢市に至る一般国道である。

## 概要
国道8号より山側（南側）のルートで両都市間を結ぶ。路線番号から「サンゴク」、または県道時代の名残りから富山市 - 砺波市間を「音川線」などの通称がある。

### 路線データ
一般国道の路線を指定する政令に基づく起終点および重要な経過地は次のとおり。
- 起点：富山市（掛尾町交差点 = 国道41号交点）
- 終点：金沢市（青草町88地先、武蔵交差点 = 国道157号・国道304号・国道305号起点、国道159号・国道249号終点）
- 重要な経過地：富山県婦負郡婦中町[注釈 2]、砺波市、小矢部市（津沢）
- 総延長 : 64.2 km（富山県 48.0 km、石川県 16.3 km）重用延長を含む。[2][注釈 3]
- 重用延長 : 4.0 km（富山県 1.4 km、石川県 2.6 km）[2][注釈 3]
- 未供用延長 : なし[2][注釈 3]
- 実延長 : 60.2 km（富山県 46.6 km、石川県 13.7 km）[2][注釈 3]
  - 現道 : 53.6 km（富山県 41.1 km、石川県 12.5 km）[2][注釈 3]
  - 旧道 : 6.2 km（富山県 5.0 km、石川県 1.2 km）[2][注釈 3]
  - 新道 : 2.6 km（富山県 2.6 km、石川県 - km）[2][注釈 3]
- 指定区間：なし[3]

## 歴史

### 年表
- 1920年（大正9年） - 富山県が婦負郡音川村外輪野（現・富山市婦中町外輪野） - 東礪波郡出町（現・砺波市中心部）間を県道音川出町線として指定、告示。
- 1954年（昭和29年） - 県道音川出町線を含む富山市 - 東礪波郡礪波町（上記の東礪波郡出町と同じ地点）間を主要地方道富山礪波線に指定。
- 1957年（昭和32年） - 富山 - 砺波間の舗装工事着手[4]。
- 1965年（昭和40年） - 金沢市 - 砺波市間を主要地方道金沢砺波線に認定。同年4月、富山 - 長沢間が完全舗装される[4]。
- 1966年（昭和41年）度 - 長沢 - 下瀬地内242 kmの舗装化が事業費2,700万円で施行される[4]。
- 1967年（昭和42年） - 金沢砺波線と富山砺波線の2県道を国道に昇格させる運動が始まる[5]。
- 1968年（昭和43年）1月 - 『富山 - 砺波 - 金沢線の国道昇格促進期成同盟』が発足[5]。
- 1974年（昭和49年）11月12日 - 一般国道359号への昇格が決定[5]。
- 1975年（昭和50年）
  - 4月1日 - 主要地方道富山砺波線と主要地方道金沢砺波線を一般国道359号として指定。
  - 5月 - 1970年（昭和45年）以来進められていた小矢部市五郎五 - 内山峠間3.5 kmの改良工事がほぼ完成[6]。
- 1983年（昭和58年）7月27日 - 小矢部市内山地内で地滑りが発生し、長さ100 mの区間が陥没。富山県内の国道では戦後初の大規模災害となった[7]。この災害により、国道が通行止めとなり、国道を全面的に付け替えた上で1986年（昭和61年）11月1日に復旧した[8]。
- 1986年（昭和61年）度 - 砺波市太郎丸 - 鷹栖間のバイパス（5.1 km）の工事着手[5]。
- 1988年（昭和63年） - 金沢市中尾町 - 宮野町間のバイパス完成。全線2車線化完了。通年通行可能。
- 1990年（平成2年）11月 - 婦中バイパス（1.6 km）開通[9]。
- 1997年（平成9年）9月29日 - 苗加 - 大辻間の城端線跨線橋の完成を以て砺波市太郎丸 - 鷹栖間のバイパス（砺波バイパス）（5.1 km）の工事が完了[5][10]。
- 2004年（平成16年）3月20日 - 月浦バイパス開通により、不動寺西交差点 - 堅田東交差点も国道359号に指定。なお、旧道に至る区間は現在も国道359号に指定されたままである。
- 2008年（平成20年）4月1日 - 国道8号津幡北バイパス開通に伴う路線指定変更により、金沢市内の国道159号だった区間（森本交差点 - 橋場交差点 - 武蔵交差点）も国道359号に指定。あわせて終点が武蔵交差点になる。
- 2010年（平成22年）3月27日 - 砺波東バイパスのうち、砺波市頼成 - 同市久泉間が開通。
- 2019年（令和元年）12月7日 - 砺波東バイパスが全線開通[11]。
- 2024年（令和6年）1月1日 - 能登半島地震により内山峠付近（小矢部市五郎丸 - 石川県境間）の道路の崩落が発生し、同区間が通行止めとなった[12][13]。同年6月11日に現場を迂回する片側交互通行の仮設道路（延長150 m、幅員6 m）を設けた上で通行止めが解除された。同日には石川県側約6 kmの区間の通行止めも解除された[14]。

## 路線状況

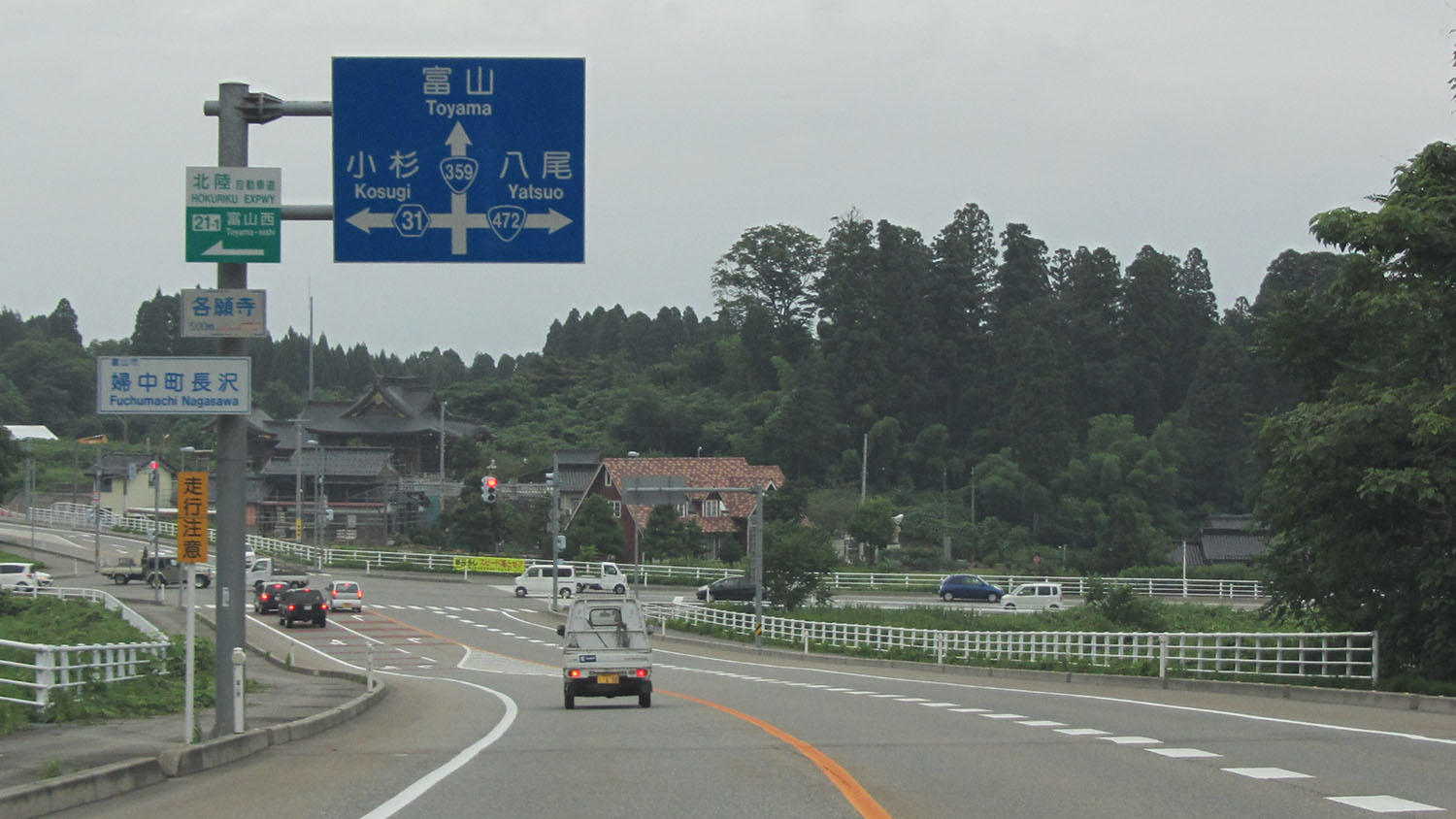
国道472号との分岐
富山県富山市婦中町

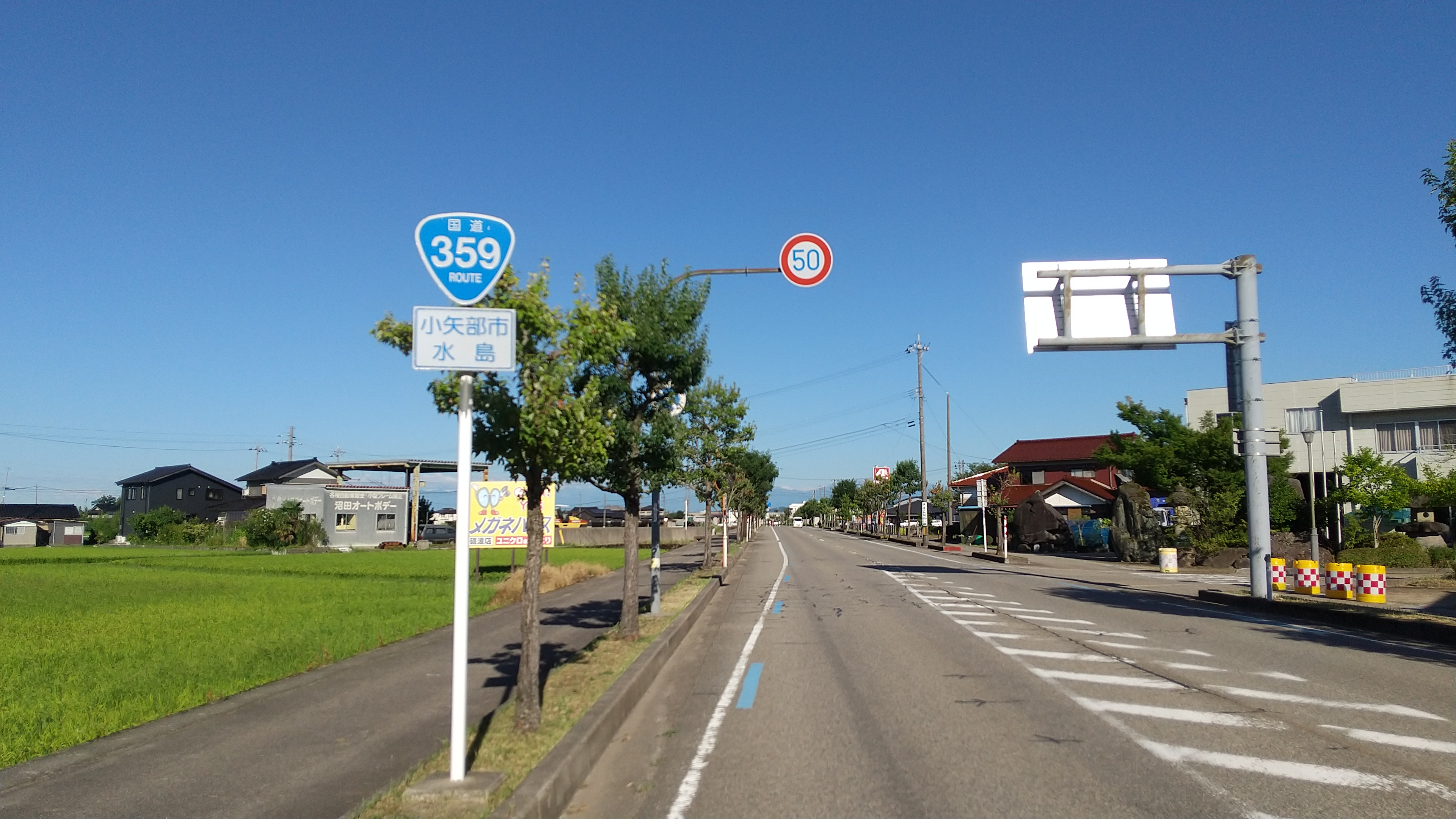
国道471号と交差する小矢部市津沢付近で。

- 富山市から金沢市に向かう場合に国道8号が高岡市を経由するのに対し、国道359号は砺波市を経由した直線に近いコース。富山市婦中地区西部 - 砺波市東部、小矢部市南西部 - 金沢市森本地区は、山あいの道路である。概ね全線で道路幅員・車線幅員が広く、特に富山市婦中地区西部 - 砺波市東部間は登坂車線もあり、快走路となっている。
- 以前、起点は富山市星井町交差点（国道41号交点）であり、有沢橋（現：富山県道62号富山小杉線）を経由し、砺波方向へつながる道であったが、婦中大橋の開通などの影響で起点が現在の富山市掛尾町交差点（国道41号交点）に変更となった。
- 金沢市森本北交差点から終点までは、昔の北国街道にあたり、かつては国道8号（1970年代初頭まで）、国道159号（2008年まで）であった。現在、金沢バイパスと津幡バイパスが国道8号、津幡バイパスと山側環状が国道159号に指定されている。
- 森本交差点では大型車の左折が禁止されている。
- 金沢市浅野川大橋交番前交差点 - 橋場交差点は案内標識では国道359号となっているが、正確には国道159号との重複区間である。
- 金沢市内において、むさし交差点 - 橋場交差点までは「百万石通り」、橋場交差点 - 梅田インター口交差点までは「城北大通り」と呼ばれる。

### 別名
- 城北大通り（金沢市）
- 草島西線（富山市）

### バイパス
- 婦中バイパス（富山県）
- 長沢バイパス（富山県、全長2 km）[15]
- 婦中西バイパス（富山県）
- 砺波東バイパス（富山県）
- 砺波バイパス（富山県）
- 津沢バイパス（富山県）
- 月浦バイパス（石川県金沢市）のうち、金沢森本IC口交差点 - 堅田東交差点

### 重複区間
- 国道472号（富山県富山市婦中町長沢・長沢（西）交差点 - 富山市婦中町外輪野）
- 国道156号（富山県砺波市・花園町交差点 - 砺波市・太郎丸交差点）
- 国道304号（石川県金沢市・宮野町交差点 - 金沢市金沢森本IC口交差点）
- 国道159号（石川県金沢市・浅野川大橋交番前交差点 - 金沢市・武蔵交差点）

### 道路施設

#### 主な橋梁
- 婦中大橋（神通川）
- 伊加流伎大橋：延長420m[16]。砺波東バイパス区間内にある[16]。2019年（令和元年）12月7日供用開始[16]。
- 太田橋（庄川）
- となみ野大橋（庄川） : 橋長409 m[16]。砺波東バイパス区間内にある[16]。2010年（平成22年）3月27日供用開始[17]。
- 新津沢大橋（小矢部川）
- 浅野川大橋（浅野川） : 指定区間内にあり、国の登録有形文化財に登録されている。

## 地理

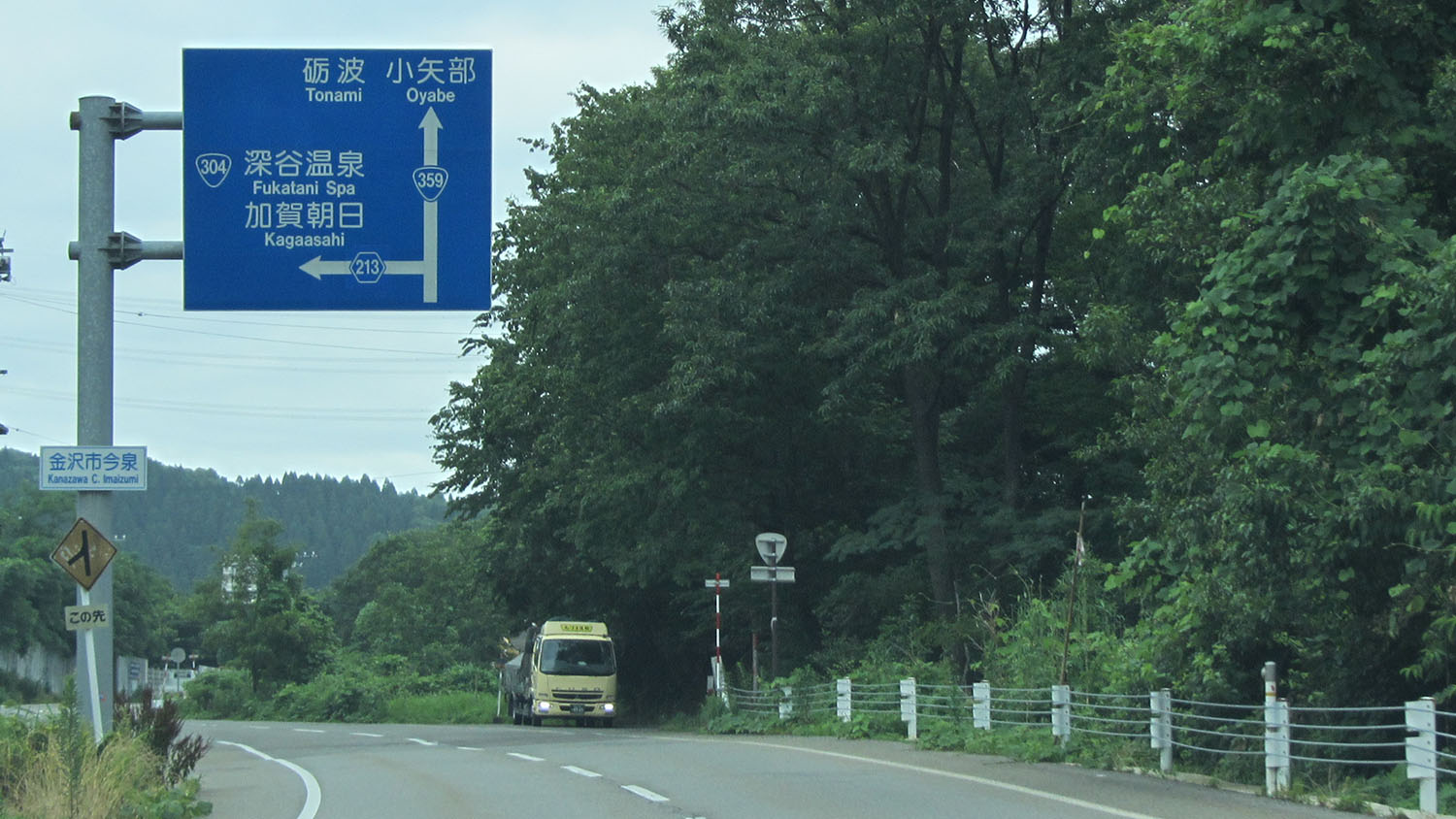
石川県金沢市今泉町

### 通過する自治体
- 富山県
  - 富山市 - 砺波市 - 南砺市 - 小矢部市
- 石川県
  - 金沢市

### 交差する道路
- 国道41号（国道360号重複）（富山県富山市・掛尾町交差点［起点］）
- 国道472号（富山県富山市・長沢（西）交差点、同市婦中町外輪野）
- 国道156号（富山県砺波市・花園町交差点、同市・太郎丸交差点）
- E8 北陸自動車道 砺波IC（富山県砺波市）
- 国道471号（富山県小矢部市・津沢交差点）
- E8 北陸自動車道 小矢部IC（富山県小矢部市）〔平桜交差点より富山県道42号小矢部福光線を通じて接続〕
- 国道304号（石川県金沢市・宮野町交差点 - 不動寺町西交差点、金沢森本IC口交差点）
- E8 北陸自動車道 金沢森本IC（石川県金沢市・金沢森本IC口交差点）
- 国道159号（石川県金沢市・金沢森本IC口交差点、浅野川大橋交番前交差点 - 武蔵交差点）
- 国道157号（石川県金沢市・武蔵交差点［終点］）

### 峠

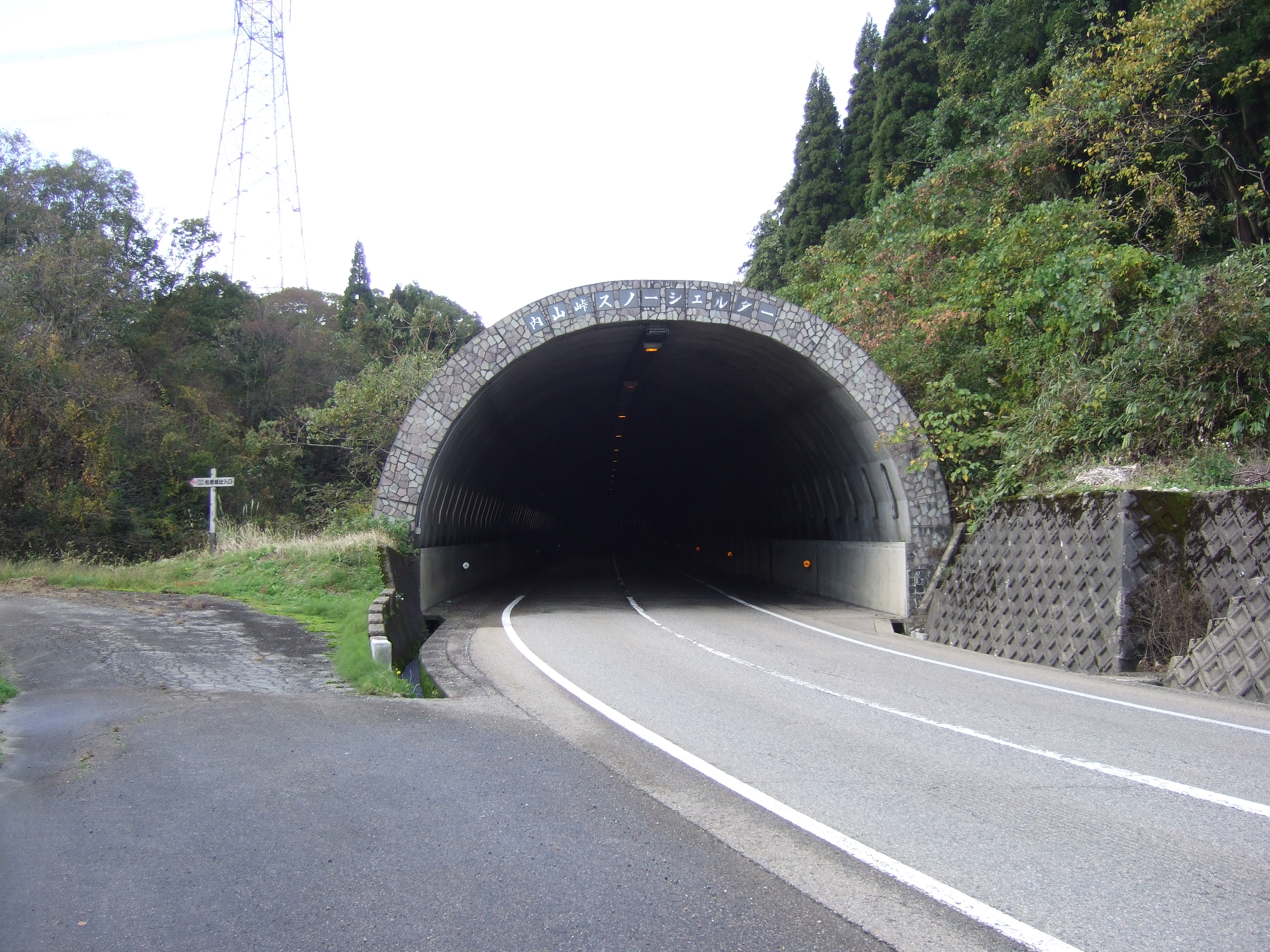
内山峠に設けられたスノーシェッド

- 富山県
  - 内山峠（標高220 m、小矢部市 - 石川県金沢市